# HD 82943 b
HD 82943 b ist ein Exoplanet, der den gelben Zwerg HD 82943 alle 219,5 Tage umkreist. Auf Grund seiner hohen Masse wird angenommen, dass es sich um einen Gasplaneten handelt.

## Entdeckung
Der Planet wurde mit Hilfe der Radialgeschwindigkeitsmethode von Michel Mayor et al. im Jahr 2000 entdeckt.

## Umlauf und Masse
Der Planet umkreist seinen Stern in einer Entfernung von ca. 0,752 Astronomischen Einheiten und hat eine Masse von ca. 575,4 Erdmassen bzw. 1,81 Jupitermassen.